# 브랜디스 켐프
브랜디스 켐프(Brandis Kemp, 1944년 2월 1일 ~ 2020년 7월 4일)는 미국의 배우, 텔레비전 배우, 영화배우이다.
1944년 팰로앨토에서 태어났다. 2020년 7월 4일 뇌종양과 코로나19 합병증으로 사망하였다.

## 영화
- 헥시나 (1993년)
- 세 여자의 결혼 이야기 (1990년)
- 수영복 (1989년)
- 뉴 래시 (1989년)
- 웰컴 투 18 (1986년)